# 고조지정
고조지정(高蔵寺町)은 일본 아이치현 히가시카스가이군에 설치되었던 정이다. 현재의 가스가이시의 일부에 해당한다.